# Primer 55
Primer 55 – zespół grający nu metal / rapcore pochodzący z Memphis (USA).
Zespół powstał w 1997 roku.

## Skład zespołu
- Aktualni członkowie
  - Bobby Burns – gitara, gitara basowa, wokal (1997–2003, od 2007)
  - Donny Polinske – wokal (2008–)
  - Curt Taylor – gitara (2008–)

- Byli członkowie
  - Josh McLane – perkusja (1997–2001)
  - Mike „Jr.” Christopher – gitara basowa (1997–2001)
  - John Kamoosi – perkusja (2001)
  - John Stainer – perkusja (studio) (2001)
  - Kobie Jackson – gitara basowa (2001–2002)
  - Preston Nash – perkusja (2001–2003)
  - Tim Lau – perkusja (studio) (2007)
  - Jason „J-Sin” Luttrell – wokal (1997–2003, 2007)
  - Heath Joyce – wokal (2007–2008)
  - Josh Toomey – gitara basowa (2003–2008)
  - Frank Fontsere – perkusja (2003–2008)

## Dyskografia
| Album                  | Rok  | Wytwórnia                |
| ---------------------- | ---- | ------------------------ |
| As Seen On TV          | 1999 | Propellant Transmissions |
| Introduction To Mayhem | 2000 | Island Def Jam           |
| The New Release        | 2001 | Island Records           |
| Bootleg I              | 2005 | FFL Records              |
| Bootleg II             | 2005 | FFL Records              |
| Family For Life        | 2007 | Crash Music              |
| The Big Fuck You       | 2012 | Rocket Science Ventures  |